# José Gómez (pugile)
José Gómez Mustelier (Colombia, 28 gennaio 1959) è un ex pugile cubano.

## Palmarès

### Olimpiadi
- 1 medaglia:
  - 1 oro (Mosca 1980 nei pesi medi)

### Mondiali dilettanti
- 1 medaglia:
  - 1 oro (Belgrado 1978 nei pesi medi)

### Giochi panamericani
- 1 medaglia:
  - 1 oro (San Juan 1979 nei pesi medi)